# Heimia
Genre
Classification phylogénétique

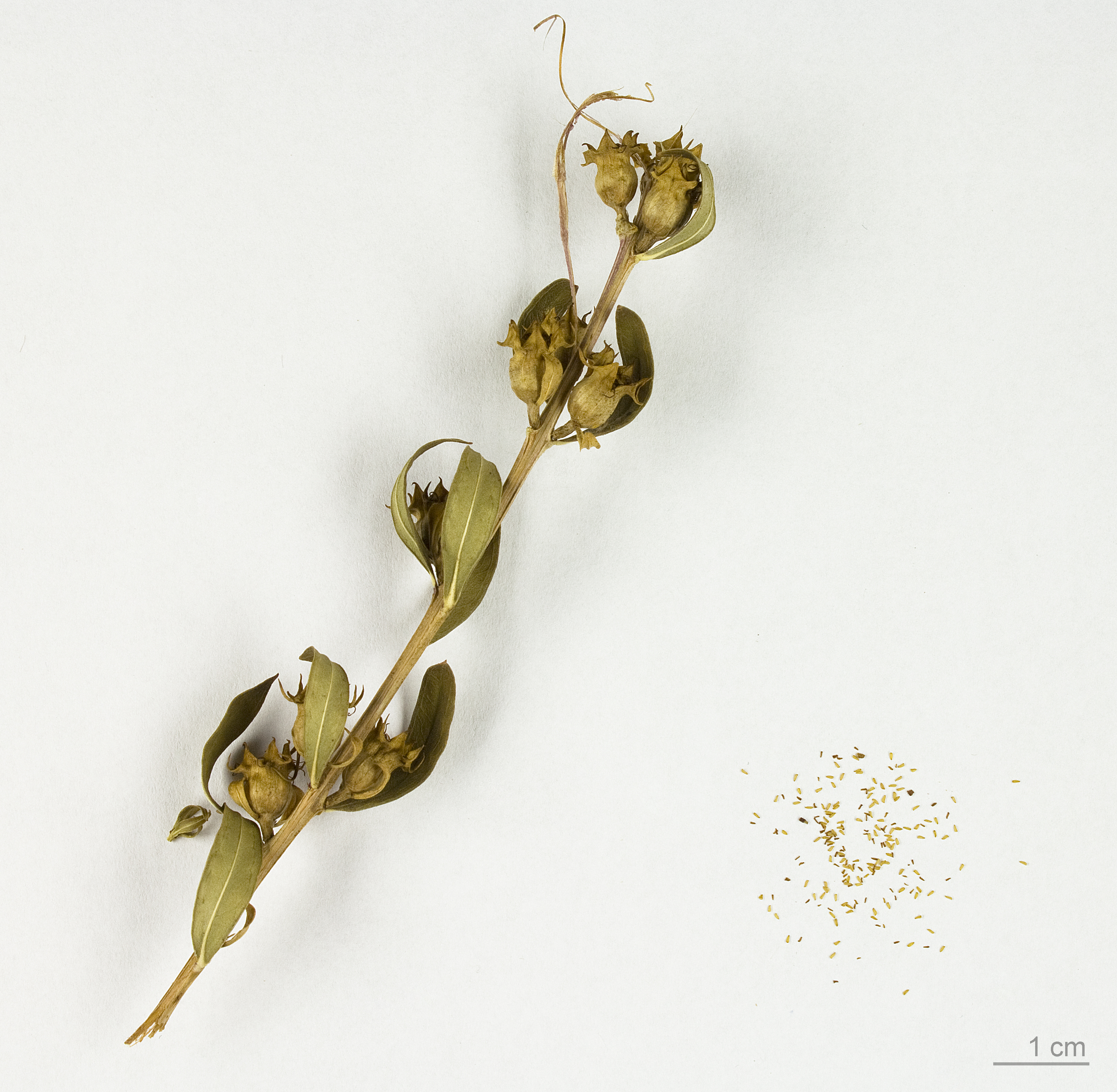
Heimia salicifolia au Muséum de Toulouse.

Heimia est un genre de plantes à fleurs de  la famille des Lythraceae. Il contient deux ou trois espèces. Ce sont des arbustes originaires d'Amérique.

## Répartition
Les espèces poussent du sud des États-Unis à l'Argentine.

## Liste des espèces
- Heimia myrtifolia
- Heimia salicifolia

## Utilisation

### Usage traditionnel
Heimia salicifolia (Kunth) Link est une de ces espèces. Elle est aussi connue sous le nom de Sinicuichi et fait l'objet d'un usage rituel ; elle est réputée pour être un enthéogène et un hallucinogène auditif.
Les feuilles incomplètement séchées sont écrasées dans l'eau et le jus obtenu fermente au soleil. La boisson qui en résulte provoque des étourdissements, une euphorie somnolente, une altération de la perception du temps et de l'espace, des hallucinations auditives. Cette boisson est utilisée dans les rituels pour revivre des événements antérieurs.

#### Pharmacologie
Cinq alcaloïdes de la famille des quinolizidines ont été isolés, dont la cryogénine.

## Note
1. ↑  Richard Evans Schultes (trad. de l'anglais), Un panorama des hallucinogènes du nouveau monde, Paris, Édition L'esprit frappeur, 2000, 116 p. (ISBN 978-2-84405-098-4)